# Vizmanos
Vizmanos település Spanyolországban, Soria tartományban. Vizmanos Villar del Río, Las Aldehuelas, Arévalo de la Sierra, Almarza, La Póveda de Soria és Sierra de Urbión községekkel határos. Lakosainak száma 30 fő (2024).

## Népesség
A település népessége az elmúlt években az alábbi módon változott:
| Lakosok száma | 40   | 37   | 30   | 29   | 27   | 29   | 29   | 25   | 26   | 30   |
|               | 2001 | 2004 | 2007 | 2009 | 2012 | 2014 | 2017 | 2019 | 2022 | 2024 |